# 伊瓦羅 (蒙大拿州)
伊瓦羅（英語：Evaro）是位於美國蒙大拿州米蘇拉縣的普查規定居民點。

## 歷史
伊瓦羅的郵局於1905年設立，其後於1953年停運。

## 人口
根據2020年美國人口普查的數據，伊瓦羅的面積為44.45平方千米，當中陸地面積為44.43平方千米，而水域面積為0.01平方千米。當地共有人口373人，而人口密度為每平方千米8.39人。